# Catherine Burns
Catherine Burns, född 24 september 1945 i New York, död 2 februari 2019 i Lynden, Washington, var en amerikansk skådespelerska och författare.

## Roller i urval
- 1969 – Jag, Natalie
- 1969 – Sista sommaren
- 1969 – One Life to Live (TV-serie) (1 avsnitt)
- 1972 – Terror i natten
- 1972 – Gänget (TV-serie) (1 avsnitt)
- 1973 – Familjen Walton (TV-serie) (1 avsnitt)
- 1974 – Larmet går (TV-serie) (1 avsnitt)
- 1975 – Cannon (TV-serie) (1 avsnitt)